# Алеевский сельсовет
Алеевский сельсовет — муниципальное образование со статусом сельского поселения в Неверкинском районе Пензенской области Российской Федерации.
Административный центр — село Алеево.

## История
Статус и границы сельского поселения установлены Законом Пензенской области от 2 ноября 2004 года № 690-ЗПО «О границах муниципальных образований Пензенской области».

## Население
| 2010  | 2012  | 2013  | 2014  | 2015  | 2016  | 2017  |
| ----- | ----- | ----- | ----- | ----- | ----- | ----- |
| 1268  | ↘1253 | ↘1230 | ↘1216 | ↘1200 | ↘1182 | ↘1149 |
| 2018  | 2021  |       |       |       |       |       |
| ↘1140 | ↘1081 |       |       |       |       |       |

## Состав сельского поселения
| № | Населённый пункт | Тип населённого пункта       | Население |
| - | ---------------- | ---------------------------- | --------- |
| 1 | Алеево           | село, административный центр | ↘1081     |